# California Games
California Games es un videojuego de deportes desarrollado y distribuido por Epyx en 1987 para multitud de ordenadores y consolas. Es una secuela de las series Summer Games y Winter Games e incluye deportes supuestamente populares en California como skateboarding, freestyle footbag, surfing, patinaje, frisbee y BMX.
El juego fue un éxito de ventas y de críticas, siendo considerado el último clásico de Epyx antes de cambios en el personal de la compañía poco después de su lanzamiento. En 1991 se publicó su secuela, California Games II, que no logró alcanzar el éxito del original.

## Desarrollo
Varios miembros del equipo de desarrollo se fueron después a otros proyectos. Chuck Sommerville más tarde desarrolló Chip´s Challenge, mientras que Ken Nicholson, el diseñador del footbag, inventó la tecnología utilizada en Microsoft DirectX. Kevin Norman, el diseñador del BMX del juego se fue para fundar la compañía de software de ciencia educativa Norman & Globus.

## Versiones
Aunque originalmente publicado para Commodore 64, tras su éxito inicial Epyx lo portó para muchas otras plataformas: Commodore Amiga, Apple IIGS, Atari 2600, Atari ST, Atari Lynx, DOS, Mega Drive, Amstrad CPC, ZX Spectrum, Nintendo Entertainment System, MSX y Master System.
Más recientemente, el juego se portó a Java para poder ser jugado en teléfonos móviles. La versión de Commodore 64 se publicó en la Consola Virtual de Wii en Europa en 2008 y en América del Norteen 2009.

## Modalidades deportivas
El jugador elige un patrocinador y una modalidad. El objetivo es llegar a lo más alto de la lista de puntuación.
- Half-pipe
- Patinaje sobre ruedas
- Surfing
- BMX
- Footbag
- Frisbee

### Patrocinadores
En las pruebas se ven anuncios de Epyx, Costa Del Mar, Kawasaki, Santa Cruz, Océano Pacific, Casio, Auzzie, Espín Jammer, Maxx-Fuera, Milton Bradley y Jetski.

## Recepción
Con más de 300 000 copias vendidas, fue un gran éxito para Epyx. Gaming World recomendó el juego, considerándolo divertido. Compute! dijo que eran "Juegos ingeniosos y encantadores". El juego fue reseñado en 1988 por la revista Dragón #129 que le dio 4½ de 5 estrellas. Dos décadas más tarde, el historiador de videojuegos Jimmy Maher escribió California Games "es típico producto de 1987" y lo describió como "un símbolo del poder del California Dream".

## Influencias culturales
- El juego inspiró un sketch de Mega64.
- El juego fue utilizado en un episodio de Captain N: The Game Master.